# 内尼日尔三角洲
14°37′00″N 4°30′00″W / 14.61667°N 4.50000°W

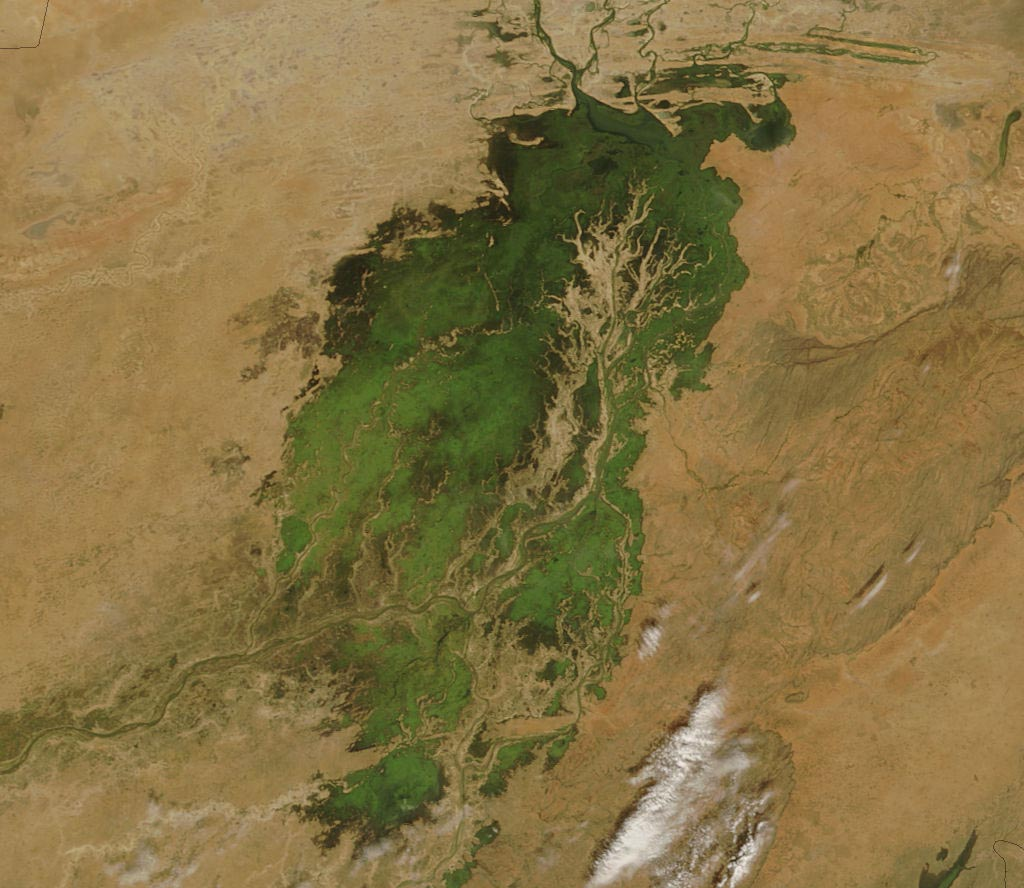
2007年11月拍摄的卫星影像

内尼日尔三角洲，又称马西纳地区（Macina），是半干旱的萨赫勒地区在马里中部的大片湖泊和洪泛区、內陸三角洲，撒哈拉沙漠南部。

## 生态
内尼日尔三角洲位于萨赫勒地区，拥有一个非常依靠洪水的生态系统。